# هیروتامی کوجیما
هیروتامی کوجیما (انگلیسی: Hirotami Kojima؛ زادهٔ ۱۹۶۴) ورزشکار بیسبال اهل ژاپن است.
وی در مسابقات کشوری و بین‌المللی در مجموع برندهٔ ۱ مدال برنز شده‌است.